# Брындак, Олег Борисович
Олег Борисович Брындак (укр. Олег Борисович Бриндак; род. в 1973 году) — украинский политический деятель, кандидат исторических наук, бывший офицер СБУ. С 4 ноября 2013 года 27 мая 2014 исполнял обязанности главы Одессы.

## Биография
Олег Брындак родился 19 января 1973 года. В 1990 году поступил на исторический факультет Одесского национального университета имени И. И. Мечникова, который окончил в 1995 году, получив специальность «историк» и «преподаватель истории». Затем, Олег Брындак поступил в аспирантуру этого университета, по окончании которой в 1998 году защитил диссертацию и получил звание кандидата исторических наук. Согласно официальной биографии на сайте Одесского городского совета: с 1997 по 2000 год проходил службу в Управлении Службы безопасности Украины (СБУ) в Одесской области в офицерском звании.
С 2000 года по 2007 год Олег Брындак работал председателем Центра политических исследований ООО «Институт региональных проблем». В марте 2006 года принял участие впарламентских выборах от Республиканской партии Украины, став кандидатом в народные депутаты Верховной рады от Оппозиционного блока «Не так!» (№ 350 в списке). После окончания срока полномочий в Верховной раде Олег Брындак работал в «Институте региональных исследований» до 2010 года.
В 2010 году Олег Брындак принял участие в региональных выборах на Украине и был избран депутатом в Одесский городской совет от Партии регионов, а 6 ноября 2010 года был назначен на должность секретаря Одесского городского совета. Главой Одессы стал Алексей Костусев, который 31 октября 2013 года ушёл с этой должности. 4 ноября 2013 года Олег Брындак был назначен исполняющим обязанности главы Одессы. Эту должность он занимал до 27 мая 2014 года, когда новым главой Одессы стал Геннадий Леонидович Труханов.